# Бук (дем)
Вижте пояснителната страница за други значения на Бук.
Бук (на гръцки: Δήμος Παρανεστίου) е дем в северозападната част на област Източна Македония и Тракия, Егейска Македония, Гърция. Център на дема е село Бук.

## Селища
Дем Бук е създаден на 1 януари 2011 година след обединение на две стари административни единици – демите Бук (Паранести) и Нусретли (Никифорос) по закона Каликратис.

### Демова единица Бук
Със своята площ от 788,394 км2, демът е вторият по големина в Гърция до 2011 година. Той е третият най-слабо населен дем/община в Гърция само с 2,09 жители/км2.
По данни от 2021 година населението на дема е 994 жители. Демът се състои от следните демови секции и села:
- Демова секция Бук
  - село Бук (Παρανεστί, Паранести)
  - село Деделер (Καπνόφυτο, Капнофито)
  - село Джами махале (Τέμενος, Теменос)
  - село Инджарли (Πολύσυκο, Полисико)
  - село Карагьоз (Περίβλεπτο, Перивлепо)
  - село Карши чифлик (или Кючук чифлик, Ξάγναντο, Ксагното)
  - село Лишен (Πολυνέρι, Полинери)
  - село Муселим (Αηδονόκαστρο, Айдонокастро)
  - село Чифлик махале (или Буюк чифлик, Μεσοχώρι, Месохори)
  - село Янозлу (Καρποφόρο, Карпофоро)
- Демова секция Караджакьой
  - село Караджакьой (Θόλος, Толос)
  - село Долно Караджакьой (Κάτω Θόλος, Като Толос)
  - село Кюркчилер (Κρήνη, Крини)
  - село Арпаджик (Στέρνα, Стерна)
- Демова секция Белен
  - село Джура (Πρασινάδα, Прасинада) (или Чора, Жура)
  - село Белен (Σίλλη, Сили)
  - село Катун (Διπόταμα, Дипотама)

### Демова единица Нусретли
Според преброяването от 2021 година дем Нусретли (Δήμος Νικηφόρου) с център в Нусретли (Никифорос) има 1849 жители и в него влизат следните демови секции и селища:
- Демова секция Нусретли
  - село Нусретли (Νικηφόρος, Никифорос)
  - село Довлар (Μαρμαριά, Мармария)
  - село Киранли (Кранли, Μικρολιβάδι, Микроливади)
- Демова секция Берчища
  - село Берчища (Πτελέα, Птелеа)
- Демова секция Горно Шимширли
  - село Горно Шимширли (Άνω Πυξάρι, Ано Пиксари)
  - село Балкалар (Ψηλόκαστρο, Псилокастро)
  - село Герикли (Γύρος, Гирос)
  - село Суруджилер (Τείχος, Тихос)
- Демова секция Едренеджик
  - село Едирнеджик (Αδριανή, Адриани)
- Демова секция Зарич
  - село Зарич (Ψηλή Ράχη, Псили Рахи, Υψηλή Ράχη, Ипсили Рахи)
- Демова секция Козлукьой
  - село Козлукьой (Πλατανιά, Платания)
  - село Балтаджилар (Πελεκητή, Пелекити)
  - село Бурнаджик (Θαμνωτό, Тамното)
  - село Гогчели (Πρινόλοφος, Принолофос)
  - село Либотен (Μαυροκορδάτος, Маврокордатос)
- Демова секция Ола Бекташ
  - село Ола Бекташ (Πλατανόβρυση, Платановриси)
  - село Караманли (Τερψιθέα, Терпситеа)
  - село Оваджик (Δρυμότοπος, Дримотопос)
  - село Хасан Балар (Παλιάμπελα, Палямбела)
  - село Чилеклер (Χαμοκέρασα, Хамокераса)